# S:t Marie
S:t Marie (finska: Maaria) är en före detta finländsk kommun och numera en del av Åbo stad. Kommunen var självständig mellan 1868 och 1966. Kommunen har också kallats Räntämäki, vilket numera är namn på en av stadsdelarna i området. S:t Marie kommun var enspråkigt finskt.
Det historiska S:t Marie och S:t Marie församling sträcker sig från Raunistula strax intill Åbo centrum långt ut på landsbygden. S:t Maries grannkommuner var S:t Karins, Lundo, Patis, Reso, Rusko och Åbo.

## Geografi
Vid slutet av 1908 beboddes kommunen av 6 388 människor med en befolkningstäthet av 63,9 km². Ytan (landsareal) var 99,9 km².

### Byar

#### Hirvensalo
Byarna anslutit till Åbo 1944.

- Arola
- Friskala
- Harlax
- Häppilä
- Illois
- Storharlax
- Jänessaari
- Kaistarudden
- Kukkola
- Kulkkila
- Maanpää
- Månsas
- Meltoinen
- Moikois
- Sipsalo
- Syvälahti
- Taipale
- Toijais
- Vastmäki
- Överby

#### Mantere - 1944
Byarna anslutit till Åbo 1944.

- Hallis
- Hamaro
- Storheikkilä
- Kaerla
- Kastu
- Korois
- Kähäri
- Kärsämäki
- Skogsbacka
- Piipanoja
- Långbacka
- Raunistula
- Ruohonpää
- Räntämäki (S:t Marie)
- Suikkila
- Teräsrautela
- Virusmäki

#### Mantere - 1967
Byarna anslutit till Åbo 1967.

- Haihu
- Ihamuotila
- Jäkärlä
- Koskennurmi
- Paimala
- Starrbacka
- Vaiste
- Ylijoki
- Åvik

#### Okända
- Myllyjoki

## Historia

### Tidig historia
S:t Maries ådal, där Lillån flyter, var tätt befolkad redan under järnåldern. Området har flera betydande arkeologiskt undersökta fornlämningar, såsom Kärsämäki-områdets romerska gravfält.

### Medeltiden
Finlands biskopssäte flyttades 1229 från Nousis till Korois i vad som skulle bli S:t Marie. På grund av landhöjningen flyttades handelsplatsen så småningom något längre nedströms till platsen för Åbo domkyrka, dit biskopssätet flyttade år 1290. Kyrkan i Korois var tillägnad jungfru Maria. Under medeltiden grundades Räntämäki församling i S:t Maries område, vars kyrka helgades åt Jungfru Maria.

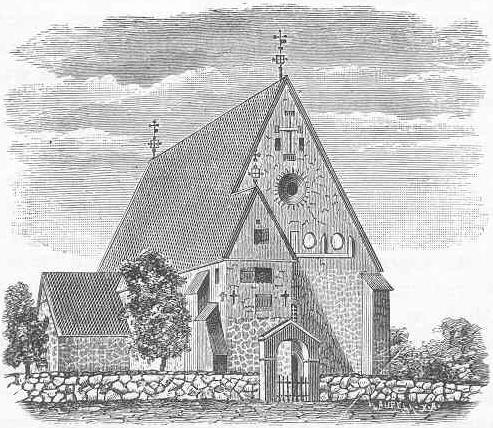
S:t Marie kyrka.

Det tidigare antagits att byggandet av den medeltida stenkyrkan skedde på 1300-talet, men numera anses att byggnaden har uppförts under 1400-talet. Då hette socken på svenska Wårfrukyrkosocken. Vår Fru och Notre Dame är hederstitlar för Jungfru Maria. Kyrkan är en treskeppig stenkyrka. Den nuvarande sakristian är sannolikt byggd i slutet av 1200-talet, mittskeppets stjärnvalv och flera andra delar i samband med reparationer på 1400-talet. En del väggmålningar samt en träskulptur av Jesus på korset är medeltida. Kyrkan var ursprungligen tillägnad Sankt Dionysius.

### 1800-talet
S:t Marie kommun grundades år 1868 och omfattade samma område som Räntämäki församling, med undantag för Patis kapell. Ännu på 1890-talet uppträdde S:t Marie i officiella statistiker under namnet Räntämäki eller Rändämäki. Då inkluderade S:t Marie huvuddelen av de områden som nu tillhör Åbo, belägna norr eller väster om Aura å utanför stadskärnan. Kommunen var inte geografiskt enhetlig eftersom den omfattade också ön Hirvensalo och externa områden bakom Patis kommun. Bebyggelsen strax utanför stadsgränsen hade ökat kraftigt från 1870-talet på grund av industrialiseringen i Åbo. Förortsbebyggelsen hade vid sekelskiftet 1900 5 200 invånare.
Patis tillhörde S:t Marie församling som en kapellförsamling. Kapellförsamlingen bildades år 1690 men år 1893 överfördes den till Vahto. Patis blev en självständig församling år 1937.
En betydande del av kommunens område, inklusive kyrkbyn med kyrkan, det täta samhället Raunistula och Hirvensalo, slogs samman med Åbo år 1944. Kommunens södra gräns flyttades norr om Stamväg 40. I början av 1967 upphörde hela kommunen och resten av dess område införlivades med Åbo (utom en del som slogs samman med Rusko). Även det tidigare skilda Patis införlivades med Åbo i början av 1973. Då kommunen i sin helhet införlivades med Åbo 1967 var urbaniseringen ännu kraftigare och flera förstäder byggdes på området.

## Religon

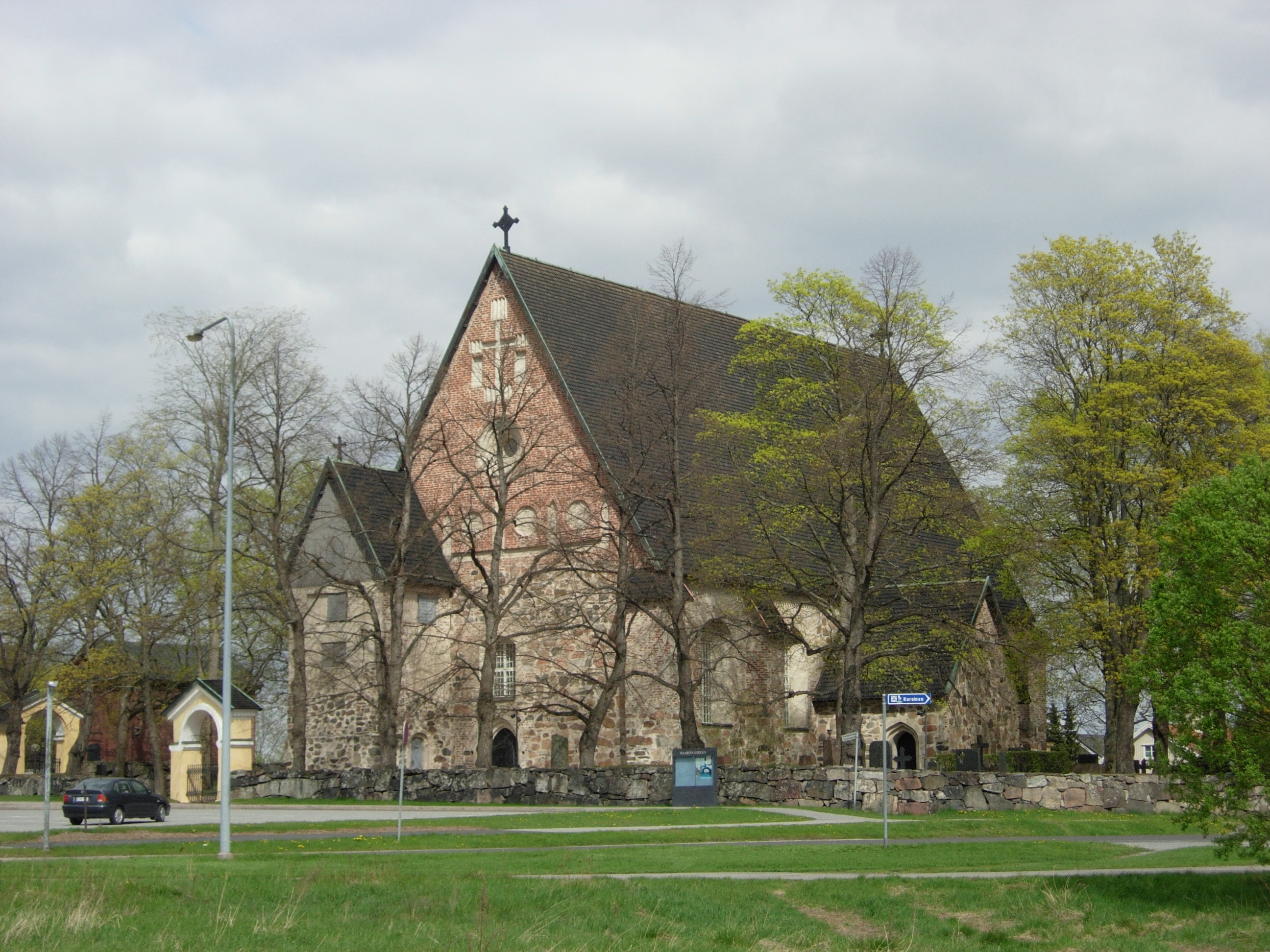
S:t Marie kyrka år 2009.

S:t Marie församling verkar på den tidigare kommunens område på fastlandet. S:t Marie församling var 2009 den största församlingen i Åbo med 29 607 medlemmar.